# Macintosh Classic
Il Macintosh Classic è un personal computer di tipo "all-in-one" prodotto da Apple dal 1990 al 1992. Il computer è stato messo in commercio come sostituto del Macintosh SE e, come questo, è stato assemblato utilizzando un case simile a quello del primo Macintosh 128K. È stato sostituito dal Macintosh Classic II, presentato nel 1991. È il primo modello della serie Macintosh a costare meno di 1.000 dollari. Fa parte della serie dei Macintosh Classic.

## Sviluppo
Dopo che il cofondatore di Apple Steve Jobs fu cacciato l'azienda nel 1985, lo sviluppo dei computer fu affidato a Jean-Louis Gassée, precedentemente manager di Apple France. Gassée spinse Apple affinché si concentrasse su prodotti di fascia alta, dove i profitti erano maggiori. Computer sempre più costosi furono prodotti finché le vendite, alla fine del 1989, dopo diversi anni sempre in crescita, fecero registrare un netto calo. Gassée si dimise ed i vertici societari di Apple decisero di rivedere le politiche commerciali ampliando il listino ed offrendo computer in ogni fascia di prezzo: il Macintosh Classic fu sviluppato come computer per la fascia più bassa, a cui si aggiunsero due computer a colori, il Macintosh LC, di fascia media pensato per le scuole, ed il Macintosh IIsi, per le piccole aziende.

## Accoglienza
Il Macintosh Classic fu presentato da John Sculley il 15 ottobre 1990 e messo in vendita ad un prezzo di 999 dollari per la versione base, che comprendeva 1 MB di RAM e l'unità floppy. Opzionalmente era possibile acquistare il computer con 2 MB di memoria e dotarlo anche di un disco rigido interno da 40 MB: questa configurazione costava 1.499 dollari.
Furono investiti 40 milioni di dollari per promuovere il computer, che fu accolto così bene da prendere in contropiede la stessa Apple che ne aveva sottostimato la domanda, causando problemi di scorte e ritardi nelle consegne. Per sopperire alle richieste Apple fu costretta ad ampliare gli stabilimenti di Singapore e Cork (Irlanda) dove il computer era assemblato. La scarsità di computer creò scontento fra i rivenditori, che accusarono Apple di scarse capacità di pianificazione commerciale.

## Critica
Per l'assenza di porte di espansione e l'utilizzo dell'ormai obsoleta CPU Motorola 68000 a 8 MHz, la stessa dell'originale Macintosh 128K, il computer era giudicato valido principalmente per un impiego domestico, come la scrittura di testi, l'uso di fogli elettronici e di programmi di grafica base ma non idoneo per un utilizzo professionale, come ad esempio per la grafica ad alta risoluzione o per il desktop publishing.
A livello educazionale il Macintosh Classic fu accolto discretamente bene grazie al prezzo di 800 dollari che Apple applicava agli istituti scolastici, rendendolo una valida alternativa ai sistemi MS-DOS. L'assenza del colore non convinceva però tutti i dirigenti scolastici: nel caso fosse richiesta questa caratteristica, restando in ambito Apple era consigliato l'acquisto del Macintosh LC.

## Caratteristiche tecniche
Queste le principali caratteristiche tecniche dal computer:
- CPU: Motorola 68000
- RAM:
  - da 1 a 4 MB
  - moduli da 120 ns
- ROM: 512 KB
- Video:
  - monitor CRT da 9"
  - risoluzione di 512×342 pixel
- Audio: altoparlante integrato
- Memorie di massa:
  - unità floppy da 3"½ e 1,44 MB
  - disco rigido interno da 40 MB (opzionale)
- Sistema operativo: macOS 6.0.7 (supportato fino al 7.5.5)

La CPU del computer era la stessa del primo Macintosh 128K, un Motorola 68000 operante a 8 MHz. Ciò rendeva il computer lento per applicazioni pesanti ma comunque in grado di far girare programmi per lavorare sui testi o sui fogli elettronici. La memoria RAM di serie del modello base era di 1 MB, aumentabile a 2 MB: per fare ciò, era necessario acquistare una speciale scheda di espansione denominata Memory Expansion Card che, oltre a montare 1 MB di RAM, offriva anche ulteriori 2 connettori SIMM per altrettanti moduli da 1 MB, per un totale complessico installabile sul computer di 4 MB.
Il computer era fornito con la sola unità floppy, capace di leggere dischetti da 3"½ formattati a 1,44 MB. Opzionalmente l'utente poteva acquistare un disco rigido interno di tipo SCSI da 40 MB.
Una caratteristica interessante era la possibilità di avviare il computer direttamente dal sistema operativo contenuto nella ROM premendo all'accensione la combinazione di tasti Comando+Opzione+X.